# Суторміна
Суто́рміна (рос. Сутормина) — присілок у складі Туринського міського округу Свердловської області.
Населення — 28 осіб (2010, 38 у 2002).
Національний склад населення станом на 2002 рік: росіяни — 100 %.